# Mordy
Mordy este un oraș în Polonia.